# Anoplocapros
Anoplocapros – rodzaj morskich ryb rozdymkokształtnych z rodziny kosterowatych.

## Klasyfikacja
Gatunki zaliczane do tego rodzaju:

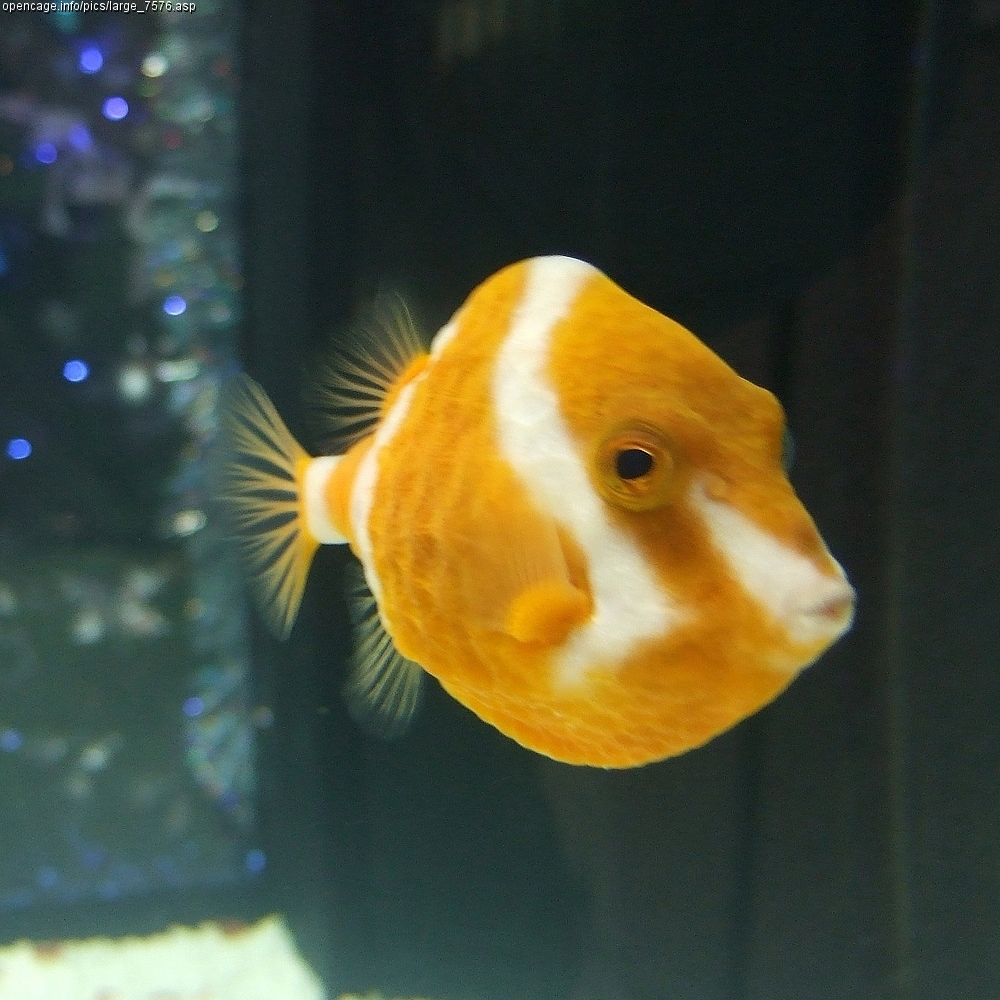
Anoplocapros amygdaloides
- Anoplocapros inermis
- Anoplocapros lenticularis

- Anoplocapros lenticularis